# 米洛拉德·卡拉利奇
米洛拉德·卡拉利奇（羅馬化：Milorad Karalić，1946年1月7日—），塞尔维亚男子手球运动员。他曾代表南斯拉夫参加1972年和1976年夏季奥林匹克运动会手球比赛，其中1972年奥运会获得一枚金牌。